# Vicente Paterno
Vicente T. Paterno (Manilla, 18 november 1925 – 21 november 2014) was een Filipijns politicus, bestuurder en topman. Paterno was onder meer minister in het kabinet van Ferdinand Marcos, lid van het Batasang Pambansa en lid van de Filipijnse Senaat. Tevens was hij topman van diverse Filipijnse bedrijven.

## Biografie
Vicente Paterno werd geboren op 18 november 1925 in Quiapo in de Filipijnse hoofdstad Manilla. Zijn ouders waren dr. Jose Paterno en Jacoba Tirona. Hij behaalde in 1948 zijn Bachelor of Science-diploma werktuigbouwkunde aan de University of the Philippines. Aansluitend werkte hij drie jaar voor Central Azucarera de Don Pedro suikerverwerkingsfabriek in Nasugbu. Vervolgens vertrok Paterno naar de Verenigde Staten voor een vervolgstudie. In 1953 voltooide hij een Master of Business Administration aan Harvard.
Na terugkeer in de Filipijnen was Paterno van 1954 tot 1962 docent aan de graduate schools van de University of the Philippines, De La Salle University en Ateneo de Manila University. Tevens was hij van 1954 tot 1956 werkzaam als consultant voor de National Economic Council. Aansluitend was hij consultant voor Philippine Investment Management Consultants (PHINMA), een nieuwe firma onder leiding van Filemon Rodriguez Ramon del Rosario. Vanaf 1958 was Paterno algemeen directeur van het bedrijf. In 1962 werd hij aangesteld als vicedirecteur van de Commercial Credit Corporation en van 1964 tot 1970 was hij werkzaam bij de Manila Electric Company, waar hij zich opwerkte van financieel manager via assistent algemeen directeur tot vicepresident.
In 1970 werd Paterno benoemd tot voorzitter van de Board of Investments. Daarnaast werd hij in 1974 benoemd tot minister van Handel in Industrie in het kabinet van Ferdinand Marcos Beide functies bekleedde hij tot 1979. Aansluitend was hij van 1979 tot 1980 minister van Publieke Werken. Tevens was hij van 1979 tot 1984 lid van de Interim Batasang Pambansa. In deze periode richtte hij in 1982 Philippine Seven Corporation op. Na de val van Marcos tijdens de EDSA-revolutie werd hij door opvolger Corazon Aquino benoemd tot Deputy Executive Secretary voor Energie, een positie die hij bekleedde tot maart 1987. Tegelijkertijd was hij van maart 1986 tot februari 1987 voorzitter van de raad van bestuur van Philippine National Oil Company. In mei 1987 deed hij namens UNIDO mee aan de senaatsverkiezingen. Paterno eindigde daarbij als 17e en won daarmee een zetel in de Filipijnse Senaat met een termijn tot juni 1992.
Nadien was hij actief in het Filipijnse bedrijfsleven en gaf hij leiding aan diverse bedrijven. Hij was directeur van First Philippine Holdings Corp (1993-2005), van Cityland Development Corp (2001-2005), van Benpres Holdings Corp (2004 tot 2009) en van Metro Pacific Tollways Corp. (2007-2008). Ook was hij directeur van State Land Investment Inc. and Philippine Seven Corp. en voorzitter van de raad van bestuur van Store Sites Holding Inc. Van 2000 tot aan zijn dood was Paterno voorzitter van de raad van bestuur van de Phil- Seven Holdings Corporation. Verder was hij van 2006 tot aan zijn dood directeur van First Philippine Holdings Corp. en van 2007 tot aan zijn overlijden directeur van City Resources Phil Corp.
Paterno overleed in 2014 op 89-jarige leeftijd. Hij was van 1957 tot zijn dood getrouwd met Soccoro Pardo en kreeg met haar vijf kinderen. Na zijn overlijden werd hij dezelfde dag nog gecremeerd in Heritage Park in Taguig.